# Metopius hakiensis
Metopius hakiensis là một loài tò vò trong họ Ichneumonidae.